# 마노르 솔로몬
마노르 솔로몬(히브리어: מנור סולומון, 영어: Manor Solomon, 1999년 7월 24일 ~ )는 이스라엘의 축구 선수로 현재 잉글랜드 EFL 챔피언십의 리즈 유나이티드에서 활동 중이며 이스라엘 대표팀의 일원으로도 활동하고 있으며 포지션은 공격형 미드필더 겸 윙어이다.